# صالح مسلم محمد
صالح مسلم محمد الرئيس السابق لحزب الاتحاد الديمقراطي ومن مواليد مارس 1951 في عين العرب (كوباني)، سوريا لعائلة متوسطة الحال حسب مقاييس مجتمع قرية شيران، وقضى طفولته بين أقرانه في قرية شيران التي تبعد سبعة كيلومترات عن كوباني. تعلم اللغة العربية في المرحلة الابتدائية في كوباني، وأكمل المرحلة الإعدادية في دمشق لبعض الضرورات. ثم أكمل المرحلة الثانوية في ثانوية عبد الرحمن الكواكبي في حلب لعدم وجود ثانوية في كوباني في تلك الأعوام. وحصل على الثانوية القسم العلمي في عام 1969.

## التعليم
التحق بأخيه الأكبر الذي كان يدرس الطب في إسطنبول، تركيا (الدكتور محمود)، حيث استطاع الانتساب إلى جامعة إسطنبول التقنية – كلية الهندسة الكيميائية ليتخرج منها عام 1977. ويغادر إلى لندن لتعلم اللغة الإنجليزية لفترة سنة نظراً لضرورة اللغة في مهنة الهندسة.

## العمل
حصل صالح مسلم محمد على عقد عمل في المملكة العربية السعودية، مع المؤسسة العامة للبترول والمعادن (بترومين) التابعة لوزارة البترول السعودية، لكن هناك في السعودية تعرف على حزب العمال الكردستاني وبدأ بالنخرط في صفوفها حتى نهاية عام 1990 ، ليستقيل من العمل الوظيفي ويعود إلى الوطن ليعمل في أرضه في كوباني. وفيما بعد ينتسب إلى نقابة المهندسين السورية فرع حلب، ويعمل كمهندس كيميائي ممارس في مكتبه الخاص لعدة سنوات.

## نشاطه السياسي
الاهتمام بالسياسة يبدأ لدى صالح مسلم منذ المرحلة الثانوية في حلب مع زملائه في الدراسة، حيث يتعرف على انتمائه الكردي وما يجب القيام به وخاصة أنه كانت هناك ثورة كردية قائمة في جنوب كردستان بقيادة ملا مصطفى بارزاني . وهكذا أصبحت متابعة الثورة الكردية والتفاعل معها جزءاً من جيل الشباب في ذلك الوقت. ولهذا كان وقع فشل الثورة في عام 1975 كارثياً على صالح وأقرانه من الشباب الجامعي في استانبول، فبدأوا بالبحث عن الأخطاء وأسباب الفشل والبديل حسب الإمكانيات المتوفرة لديهم آنذاك، وكانت النتيجة أن توصلوا إلى قناعة ضرورة توفر حركة تحرر ثورية جادة تحظى بتأييد الشرائح الكادحة في المجتمع الكردي عامة.
تعرف صالح على أحد كوادر حركة التحرر الكردستانية الذين غادروا الوطن نتيجة لقمع الدولة التركية عام 1980 ، ودخل في النشاط السياسي في المملكة العربية السعودية بين العمال الأكراد العاملين هناك من غرب وشمال كردستان.
وعين في منصب الرئيس لمشترك لحزب الاتحاد الديمقراطي.

## نشاطه في الوطن
مع عودة صالح إلى الوطن في سوريا بدأ بنشاط سياسي في منطقته وفي المنطقة الشرقية الشمالية من سوريا عموماً. وكان أحد أعضاء المكتب السياسي في التجمع الوطني الديموقراطي الذي تأسس عام 1998. وبعد فشل التجمع في القيام بمسؤولياته نحو الشعب الكردي، بدأت الجهود للبحث عن حزب يلبي متطلبات المرحلة في سوريا. إلى أن تأسس حزب الاتحاد الديموقراطي الذي تأسس عام 2003 وأصبح صالح عضواً في اللجنة التنفيذية للحزب، ومن ذلك الوقت والقوى الأمنية تقوم بملاحقته وقامت باعتقاله أكثر من مرة أولها كان بتاريخ 2 – 6-2004 في مدينة كوباني وبقي في المعتقل لما يقارب السنة خضع فيها لتحقيق وتعذيب وحشي دام مدة شهر قضاها في زنزانة انفرادية ولم توجه إليه أي تهمة أو قرار توقيف من أي جهة قضائية، وفي عام 2006 تم اعتقاله لمدة ثلاثة أشهر، كانت أخر محاولات الاعتقال والتضييق على صالح في عام 2009 حينا تم مداهمة منزله في الساعة الرابعة فجرا ولكنه لم يكن متواجداً في المنزل فقاموا باعتقال زوجته بدلاً منه وبقيت هي أيضا في السجن لمدة تسعة أشهر تعرضت فيه لأسوء أنواع التعذيب النفسية للضغط على صالح.

## انتخابه رئيسا للحزب
تم انتخابه رئيساً لحزب الاتحاد الديمقراطي في المؤتمر الرابع في أيلول 2010 ، وفي المؤتمر السابع للحزب، الذي انعقد في شهر أيلول سنة 2017 تم انتخاب شاهوز حسن رئيساً جديداً خلفاً لصالح مسلم. ومع تأسيس هيئة التنسيق الوطنية لقوى التغيير الديمقراطي في دمشق والتي ساهم صالح في تأسيسها تم اختياره نائباً للمنسق العام في الهيئة.